# Pampa (Texas)
Pampa város az USA Texas államában. Lakosainak száma 16 867 fő (2020. április 1.).

## Népesség
A település népességének változása:

| 2010 | 17 994 |
| 2020 | 16 867 |